# Anna Jesień
Anna Marta Jesień (Olichwierczuk) (Kostki, 10 dicembre 1978) è un'ex ostacolista polacca, specializzata nei 400 metri ostacoli.

## Biografia
Ai campionati del mondo di atletica leggera 2007 vinse la medaglia di bronzo nei 400 metri ostacoli, il suo tempo venne battuto dall'australiana Jana Pittman-Rawlinson (medaglia d'oro con 53"31) e da Julija Pečënkina (argento con 53"50)
Vinse tre medaglie di bronzo nelle competizioni europee, due a Monaco di Baviera (400 metri ostacoli e staffetta 4 x 400 m) e una nel 2006.

## Palmarès
| Anno | Manifestazione  | Sede       | Evento   | Risultato  | Prestazione | Note |
| ---- | --------------- | ---------- | -------- | ---------- | ----------- | ---- |
| 2007 | Mondiali        | Osaka      | 400 m hs | Bronzo     | 53"92       |      |
| 2007 | Mondiali        | Osaka      | 4x400 m  | 6ª         | 3'26"49     |      |
| 2008 | Giochi olimpici | Pechino    | 400 m hs | 5ª         | 54"29       |      |
| 2008 | Giochi olimpici | Pechino    | 4×400 m  | Batteria   | 3'28"23     |      |
| 2009 | Mondiali        | Berlino    | 400 m hs | Semifinale | 54"82       |      |
| 2010 | Europei         | Barcellona | 4×400 m  | Batteria   | 3'35"25     |      |
| 2012 | Europei         | Helsinki   | 4x400 m  | 8ª         | 3'30"17     |      |
| 2012 | Giochi olimpici | Londra     | 400 m hs | Semifinale | 56"28       |      |
| 2012 | Giochi olimpici | Londra     | 4×400 m  | Batteria   | 3'30"15     |      |